# Hydrovatus uhligi
Hydrovatus uhligi är en skalbaggsart som beskrevs av Olof Biström 1995. Hydrovatus uhligi ingår i släktet Hydrovatus och familjen dykare. Inga underarter finns listade i Catalogue of Life.